# Carles Guerra
Pour les articles homonymes, voir Guerra.
Carles Guerra est un universitaire, artiste, critique d'art et commissaire d'exposition espagnol, il est né en 1965 à Amposta en Catalogne.

## Biographie
Carles Guerra obtient un doctorat en Beaux-Arts à l'université de Barcelone et une maitrise en théorie des médias à la New School for Social Research de New York. 

## Carrière
Carles Guerra est commissaire d'exposition, professeur, conférencier et directeur de musée. Centrées sur l'art d'après-guerre et surtout l'art conceptuel, les expositions majeures dont il a été commissaire sont Art & Language in Practice (Fondation Antoni Tàpies, 1999), Arrêter l'exposition (Musée d'Art contemporain de Barcelone, 1999), 1979, a Monument to Radical Moments (Palais de la Virreina, 2011) et Art & Language Uncompleted - The Philippe Méaille Collection (MACBA, 2014),,. En 2004 il est nommé directeur du Printemps de la photographie de Catalogne, et en 2009 il devient directeur du palais de la Virreina de Barcelone. Lors du prêt de la collection Philippe Méaille au MACBA en 2011, Bartomeu Mari (alors directeur du MACBA) engage Carles Guerra comme conservateur en chef du musée, en rappelant que Art & Language était le sujet de sa thèse doctorale,. Entre 2015 et 2020, Carles Guerra prend la direction de la fondation Antoni Tàpies,.
Parallèlement à ses activités muséales, Carles Guerra est professeur de structures sociales et tendances culturelles à l'université Pompeu Fabra et a été membre du Greenroom project au Bard College de New York,.

## Publications
- (en) Matthew Jesse Jackson, Philippe Méaille, Carles Guerra et Art & Language, Art & Language Uncompleted : The Philippe Méaille Collection, Barcelone, Musée d'Art contemporain de Barcelone, 2014, 266 p. (ISBN 978-84-92505-52-4), Art & Language's Afterlife in the Philippe Méaille Collection.